# 플렌티 (영화)
《플렌티》(영어: Plenty)는 미국에서 제작된 프레드 스켑시 감독의 1985년 드라마 영화이다. 메릴 스트리프 등이 출연하였고, 에드워드 R. 프레스먼 등이 제작에 참여하였다.

## 출연진
- 메릴 스트리프 - 수전 트러헌 역
- 찰스 댄스 - 레이먼드 브록 역
- 트레이시 얼먼 - 앨리스 파크 역
- 존 길구드 - 레너드 다윈 경 역
- 스팅 - 믹 역
- 이언 매켈런 - 앤드루 찰스턴 경 역
- 샘 닐 - 러자 역

## 기타 제작진
- 미술: 리처드 맥도널드
- 의상: 루스 마이어스

## 우리말 녹음
MBC 성우진 (1990년 7월 14일)
- 장유진 - 수전 (메릴 스트리프)
- 황일청 - 브록 (찰스 댄스)
- 이미자 - 앨리스 (트레이시 얼먼)
- 이영달 - 다윈 대사 (존 길구드)
- 이인성 - 러자 (샘 닐)
- 이규연 - 찰스턴 (이언 매켈런)
- 박영화 - 믹 (스팅)
- 김명수
- 이도련
- 권혁수
- 이종오
- 박기량
- 신성호
- 오혜숙
- 황윤걸
- 김강산
- 정미연